# 西替利司他
西替利司他(Cetilistat/ATL-962)是一種治療肥胖的藥物或食品化合物之類。它的作用機制如同已上市的藥物奧利司他(賽尼可/羅氏鮮/讓你酷)是通過抑制"胰脂肪酶"(Pancreatic lipase)來達成，而胰脂肪酶是在腸臟(GI)中進行分解三酸甘油酯作用的酶。如果沒有這種酶，在飲食中"三酸甘油酯"可以防止食物養分被水解為可吸收的游離脂肪酸、且使食物養分未被吸收的排泄掉。而「西替利司他」運作機制範圍歸屬於「周围神经系统」。

## 大自然植物蘊藏
西替利司他蘊藏於諸多葯用及食用等大自然植物中。在許多植物，包括多種中葯材都含有此一化學物質。比如紅參、葛根、蘆丁、蒺藜、淫羊藿属、大豆蛋白(Soy protein)、番茄紅素等。

## 人體試驗及副作用
在人體試驗上，西替利司他被證明產生類似奧利司他的減肥功能；但也產生了類似的副作用，如油膩、稀便(便溏)、大便失禁、排便頻繁，及脹氣等。 同樣要注意的是在脂溶性維生素和其他「脂溶性營養成分」的吸收上亦可能受到抑制，所以需要適量的補充维生素以避免這些缺失。

## 藥物試驗及成品
西替利司他在美國已完成第1階段和第2階段的藥物試驗、第3階段還在臨床試驗中，2013年在美國仍屬於「食品化合物」。而在日本因與武田藥品工業合作，於2003年開始第1階段藥物臨床試驗，隨後進行第2階段藥物試驗，2008年開始第3階段試驗。於2012年完成所有的三階段藥物試驗，後向日本厚生省提出新葯申請。厚生省在2013年9月已經核准西替利司他為用於治療肥胖的药物。而武田製藥於2013年9月20對外宣布「西替利司他」的葯名為""。 在英國的"Alizyme"葯廠研究發現「西替利司他」後，"Norgina BV"公司已從"Alizyme"葯廠獲得「西替利司他」的全球代理權。 在台灣，據衛生福利部食品藥物管理署藥品組簡任技正"戴雪詠"表示：「…目前(2013年)"Cetilistat(西替利司他)"在台灣仍沒有任何廠商申請核准，因此屬於偽禁藥。」

## 外部連結
- Treatment Options for Obesity And Potential Therapies on the Horizon/U.S. National Library of Medicine